# Psygnosis
Psygnosis Limited war ein 1984 gegründeter Publisher und Entwickler für Computerspiele. Die ersten Veröffentlichungen waren ab 1985 für die gerade auf den Markt gekommenen 16-Bit-Heimcomputer Atari ST und Amiga. Später wurde auch für PCs und die PlayStation entwickelt. 1993 wurde Psygnosis von Sony für 48 Mio. US$ aufgekauft. Ab 2001 operierte das Unternehmen unter dem Namen Sony Computer Entertainment Studio Liverpool. Als Entwickler konnte Psygnosis mit der futuristischen Rennspiel-Serie Wipeout den größten Erfolg verbuchen. Im August 2012 wurde das Studio von Sony geschlossen.

## Geschichte

### Die Anfänge
Die Gründer von Psygnosis waren Ian Hetherington und Dave Lawson, die zuvor in leitender Position für den Liverpooler Entwickler Imagine Software tätig waren, der im Juli 1984 wegen Insolvenz den Betrieb einstellte. Zusammen mit dem Investor Robert Smith erwarben sie Teile des bankrotten Studios und stellten einige der ehemaligen Mitarbeiter ein. Neu hinzu kam Jonathan Ellis, der für die geschäftlichen Angelegenheiten zeichnete.
Erster Release von Psygnosis sollte das von Imagine Software übernommene Spiel Bandersnatch (1985 als Brataccas veröffentlicht) werden. Imagine hatte bereits den Künstler Roger Dean beauftragt, Entwürfe für das Verpackungsdesign des Spiels zu liefern. Für den visuellen Auftritt von Psygnosis sollte Roger Dean prägend werden. Er gestaltete nicht nur das ikonische Eulen-Logo, sondern illustrierte auch zahlreiche Verpackungen, Schriftzüge und Poster für das Unternehmen.

### Erfolge
Die Veröffentlichung von Shadow of the Beast im Jahr 1989 wurde zu einem der ersten großen Erfolge als Publisher. Das bei Reflections Interactive entwickelte Spiel hatte eine herausragende grafische Qualität mit Parallax-Scrolling und erhielt zwei Nachfolger und Portierungen für diverse Plattformen.
Mit der Veröffentlichung von Lemmings 1991 stieg Psygnosis in die erste Liga der Publisher auf. Lemmings war von David Jones bei DMA Design entwickelt worden und wurde zum ersten großen Erfolg des Studios.
Als Entwickler konnte Psygnosis mit Wipeout für PlayStation, Windows und Sega Saturn im Jahr 1995 ebenfalls einen großen Erfolg verzeichnen.
Das Prinzip des futuristischen Rennspiels ging in Serie und sollte nach Psygnosis' Übernahme durch Sony auf allen zukünftigen Sony-Videospiel-Plattformen veröffentlicht und zu einem der Aushängeschilder von Sonys Videospielkonsolen werden.

### Pioniere der CD-ROM
Eine Vorreiterrolle übernahm Psygnosis bei der Produktion von Spielen auf CD-ROM. Man investierte kräftig in diesem Bereich. Die Ergebnisse wurden zunächst nur in Japan für den 1989 eingeführten Multimedia-Computer FM-Towns, der serienmäßig über ein CD-ROM-Laufwerk verfügte, veröffentlicht. Nachdem Sega mit der Einführung der Mega-CD-Erweiterung für die 16-Bit-Konsole Mega-Drive (1991 zunächst in Japan, weltweit ab 1992) CD-ROMs als Speichermedium unterstützte, kam es auch hier zu einer Zusammenarbeit. Zu den ersten Titeln, die für Mega-CD entwickelt wurden, gehörten das 1993 veröffentlichte Bram Stoker’s Dracula und das unveröffentlichte Last Action Hero.

### Übernahme durch Sony
Am 23. Mai 1993 gab Sony Electronic Publishing (Sonys Geschäftsbereich mit Sitz in New York) die Übernahme von Psygnosis bekannt. Die 1991 gegründete Sony Electronic Publishing war bei der Markteinführung von Sonys erster Konsole PlayStation in den westlichen Verkaufsregionen im Herbst 1995 federführend. Mit der Übernahme von Psygnosis konnte Sony die In-House-Kapazitäten zur Entwicklung von PlayStation-Spielen erweitern und so das zum Verkaufsstart wichtige Software-Angebot sicherstellen. Attraktiv war Psygnosis auch durch die Expertise, die sie beim Medium CD-Rom hatten. Seit 2001 wurde das Studio unter dem Namen Sony Computer Entertainment Studio Liverpool geführt. Im August 2012 kündigte Sony die Schließung seines Entwicklungsstudios an.

## Niederlassungen
- Studio Liverpool – ursprüngliches Gründungsstudio, 2013 geschlossen[13]
- Psygnosis Chester – erstes Satellitenstudio[14]
- Psygnosis Stroud – Neugründung durch ehemalige Microprose-Entwickler;[14] auch Psygnosis South West bezeichnet[15]
- Psygnosis Leeds – Gründung 1996, Schließung 2001[16]
- Psygnosis Manchester – Schließung 1998[17]
- Psygnosis London bzw. Camden Studio – von Sony 2002 zusammengelegt mit Team Soho zu SCE London Studio[18]
- Psygnosis Foster City – US-Zentrale am Sitz von Sony Interactive Entertainment,[19][20] später Sitz von Sony Computer Entertainment America (SCEA)[21]
- Psygnosis San Francisco – 1997 Gründung als Entwicklungsstandort,[22] 2000 mit Foster City (heute: SIE San Mateo) zusammengelegt[19]
- Psygnosis Deutschland – 2004 als Vertriebsniederlassung in Frankfurt / Main (HRB 43893) gegründet, 2007 aufgelöst
- Psygnosis Paris – 1999 verkauft an Infogrames[23][24]

## Spiele (Auswahl)

### Als Entwickler
- 1985: Brataccas für Amiga, Atari ST[25]
- 1986: Terrorpods für Amiga, Atari ST
programmiert von Ian Hetherington, Grafiken von Colin Rushby, Jeff Bramfitt
1989 portiert auf die 8-Bit-Heimcomputer Amstrad CPC, Spectrum durch Icon Design, auf MSX durch Animagic, New Frontier
- 1987: Barbarian für Amiga, Atari ST
entwickelt von David H. Lawson (Design) und Garvan Corbett (Animation and Grafik)
Nachfolger: Barbarian 2 (1991)
- 1988: Obliterator für Amiga, Atari ST
entwickelt von David H. Lawson, Garvan Corbett, Jim Bowers und David Whittaker (Musik)
- 1991: Armour-Geddon für Commodore Amiga 500/600 (OCS/ECS), Atari ST, IBM PC (1992)
- 1993: Bram Stoker’s Dracula für Sega Mega-CD
- 1993: Microcosm für Sega Mega-CD, Amiga CD32 (1994), 3DO (1994), PC
- 1994: Novastorm für 3DO, Sega CD, PlayStation (1995), PC (1995), FM-Towns Marty (als Scavenger 4, 1993)
- 1995: Wipeout für PlayStation, PC (1996), Sega Saturn (1996), PC
Musik für das Spiel wurde bei Electronica-Gruppen wie Orbital, Leftfield oder Chemical Brothers als Original-Komposition oder Remix in Auftrag gegeben und separat als Soundtrack veröffentlicht.[26]
- 1996–2007:  Offizielle Videospiele zur Formel 1 für PC, Playstation und Playstation 2
- 1996: Wipeout 2097 für Amiga, Macintosh, PlayStation, SEGA Saturn, Windows
- 1996: Krazy Ivan für PlayStation, Windows, Saturn
- 1996: Adidas Power Soccer für PlayStation, PC
- 1997: Overboard! für PlayStation, PC, entwickelt vom Studio in Stroud[27]
- 1997: G-Police für PlayStation, PC, entwickelt vom Studio in Stroud[27]
- 1997: Adidas Power Soccer International 97 für PlayStation
- 1997: Adidas Power Soccer 2 für PlayStation
- 1997: Colony Wars für PlayStation
- 1997: Sentient für PlayStation, PC (EU 1999)
- 1997: Die Stadt der verlorenen Kinder für PlayStation, PC
- 1997: Lifeforce Tenka für PlayStation, PC
- 1998: Wipeout 64 für Nintendo 64
- 1998: Colony Wars: Vengeance für PlayStation
- 1998: Adidas Power Soccer 98 für PlayStation
- 1998: O.D.T. - Escape... Or Die Trying für PlayStation, PC
- 1999: Wipeout 3 für PlayStation
- 1999: G-Police: Weapons of Justice für PlayStation
- 2000: Colony Wars: Red Sun für PlayStation, entwickelt vom Studio in Leeds
- 2002: Wipeout Fusion für PlayStation 2
- 2005: Wipeout Pure für PSP
- 2007: Wipeout Pulse für PlayStation 2, PSP
- 2008: Wipeout HD für PlayStation 3 / 2009 als Retail-Version inklusive Add-on Wipeout HD Fury für PlayStation 3
- 2012: Wipeout 2048 für PS Vita

### Als Publisher
- 1988: Chrono Quest entwickelt von Infomedia France für Amiga
Nachfolger: Chrono Quest 2 (1990) für Amiga
- 1989 Shadow of the Beast entwickelt von Reflections Interactive für Amiga, Atari ST (1990) und diverse weitere Plattformen
- 1989 Ballistix entwickelt von Martin Edmondson für Amiga, Atari ST, C64, PC und diverse weitere Plattformen
- 1990 Shadow of the Beast 2 entwickelt von Reflections Interactive für Amiga, Atari ST (1990) und diverse weitere Plattformen
- 1991: The Killing Game Show entwickelt von Raising Hell Software für Amiga
- 1991: Lemmings entwickelt von David Jones, DMA Design, für Amiga, Atari ST, PC und viele weitere Plattformen, zahlreiche Nachfolger
- 1992: Agony entwickelt von Art & Magic für Amiga
- 1992 Shadow of the Beast 3 entwickelt von Reflections Interactive für Amiga
- 1993: Wiz 'n' Liz entwickelt von Raising Hell Software für Mega Drive und Amiga
- 1994: Ecstatica entwickelt von Andrew Spencer Studios für PC
- 1995: Destruction Derby entwickelt von Reflections Interactive für PlayStation, Sega Saturn, PC (1996)
- 1995: Discworld entwickelt von Teeny Weeny Games und Perfect 10 Productions für PlayStation, PC, Sega Saturn
- 1996: Discworld II – Vermutlich vermisst entwickelt von Perfect Entertainment für PC, Sega Saturn, PlayStation (1997)
- 1996: Destruction Derby 2 entwickelt von Reflections Interactive für PlayStation, PC (1996)
- 1997: Monster Trucks entwickelt von Reflections Interactive für PlayStation, PC
- 1997: Speedster entwickelt von Clockwork Games für PlayStation
- 1997: Ecstatica 2 entwickelt von Andrew Spencer Studios für PC
- 1998: Rascal entwickelt vom Traveller’s Tales
- 1998: Alundra entwickelt von Matrix Software
- 1998: Sentinel Returns entwickelt von Hookstone für PlayStation, PC
- 1998: Shadow Master entwickelt von Hammerhead für PlayStation, PC
- 1999: Drakan: Order of the Flame entwickelt von Surreal Software für PC
- 2000: Destruction Derby: Raw für PlayStation